# Saschid Chalilrachimowitsch Saschidow

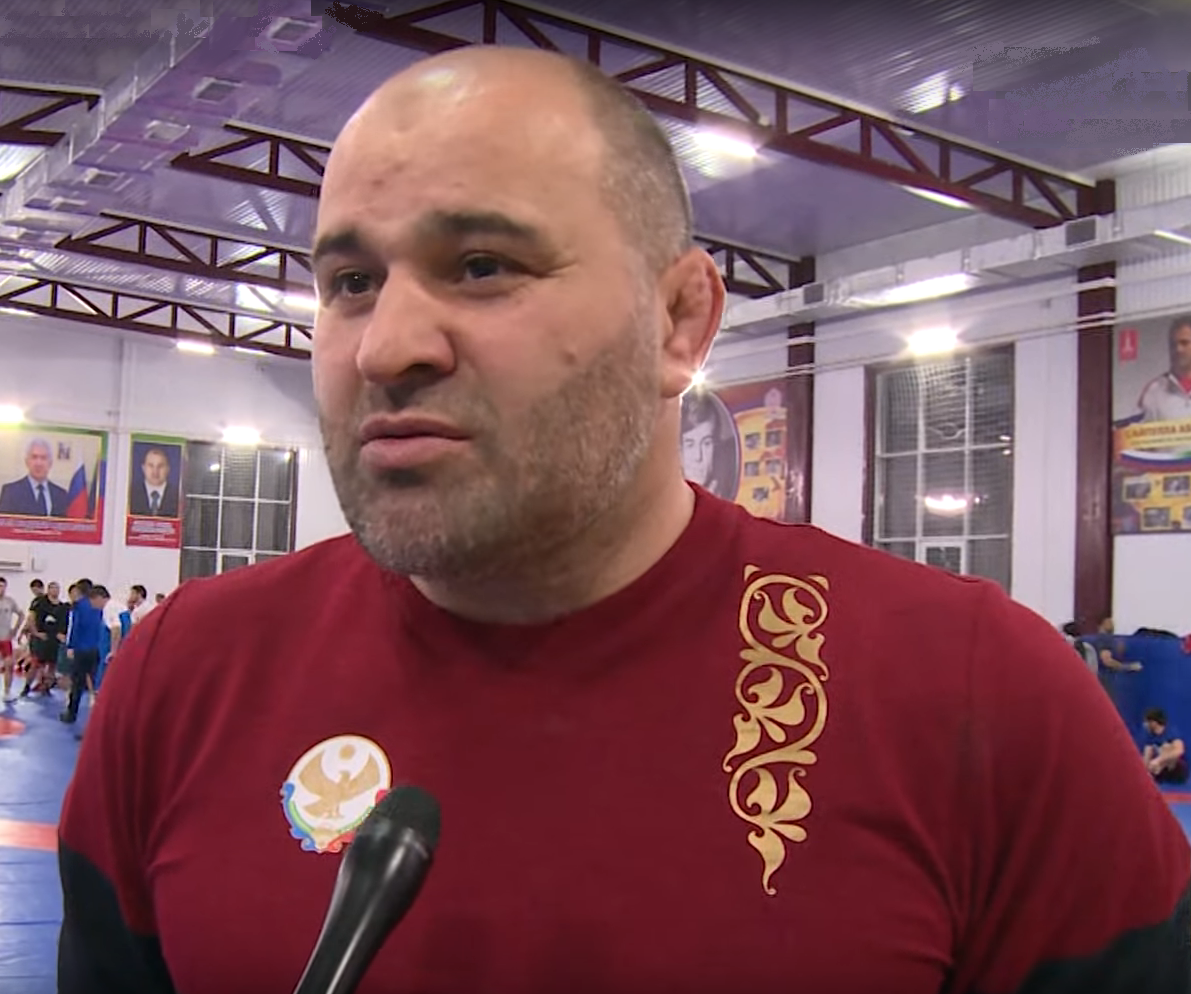
Saschid Chalilrachimowitsch Saschidow, 2020

Saschid Chalilrachimowitsch Saschidow (russisch Сажид Халилрахимович Сажидов; * 6. Februar 1980 in Gigatli, Dagestanische ASSR) ist ein russischer Ringer dagestanischer Herkunft. Er war 2003 und 2006 Weltmeister und gewann 2004 eine Bronzemedaille bei den Olympischen Spielen jeweils im freien Stil im Mittelgewicht.

## Werdegang
Saschid Saschidow begann als Jugendlicher mit dem Ringen. Er gehörte zunächst dem Armeesportclub CSKA Machatschkala und danach dem Armeesportclub CSKA Moskau an. Daneben ist er Sportstudent. Seine Armeezugehörigkeit dient lediglich zur sozialen Absicherung. Eigentlich ist er Ringer von Beruf. Seine Trainer waren bzw. sind Dalgat Abdulbasirow, Mairbek Jusupow u. Said Murtasalijew. Er konzentriert sich ganz auf den freien Stil. Bereits als Junior feierte er große Erfolge, denn zwischen 1995 und 2000 wurde er in den einzelnen Kategorien der Junioren dreimal Weltmeister und einmal Europameister.
Im Seniorenbereich gewann er gleich bei seinem ersten Start bei der Europameisterschaft 2001 in Budapest den Europameistertitel im Mittelgewicht. Im Finale bezwang er dabei den Georgier David Bichinaschwili, der damals noch für die Ukraine an den Start ging, zwischenzeitlich aber deutscher Staatsbürger ist und für Deutschland startet. Der Punktsieg von Saschid Saschidow über Bichinaschwili war dabei mit 4:3 sehr knapp.
2002 gewann Saschid Saschidow beim renommierten "Iwan-Yarigin"-Turnier in Krasnojarsk im Mittelgewicht vor Chadschimurad Gazalow, Chadschimurad Magomedow und Schamil Gitinow, alle aus Russland und Lee Fullhart aus den Vereinigten Staaten. Er kam in diesem Jahr aber nur bei der Europameisterschaft in Baku zum Einsatz, wo er erneut den Titel gewann. In den entscheidenden Kämpfen besiegte er dabei André Backhaus aus Deutschland, Mogamed Ibragimov aus Mazedonien und Bejbulat Mussajeu aus Belarus.
Im Jahre 2003 vertrat er Russland bei der Weltmeisterschaft in New York City im Mittelgewicht. Er siegte dort über Arkadij Zopa aus Bulgarien, Bujandelgeriin Batbajar aus der Mongolei, Moon Eui-Jae aus Südkorea, Yoel Romero aus Kuba und Sergei Borchanka aus der Ukraine. Im Finale traf er auf den US-amerikanischen Lokalmatador Cael Sanderson, einen sperrigen, sehr schwer zu ringenden Athleten, den er knapp mit 4:3 techn. Punkten besiegen konnte. Er wurde damit zum ersten Mal in seiner Laufbahn Weltmeister bei den Senioren.
Beim "Iwan-Yarigin"-Turnier 2004 siegte er vor den Weltklasseathleten Cael Sanderson, Wadim Lalijew aus Russland, Magomed Kurugliew aus Kasachstan und Adam Saitijew aus Russland und qualifizierte sich damit für die Mannschaft Russlands bei den Olympischen Spielen in Athen. In Athen traf er nach drei leichten Siegen in den ersten Runden im Halbfinale auf den Südkoreaner Moon Eui-Jae, den er bei der Weltmeisterschaft 2003 noch klar beherrscht hatte. In Athen drehte Moon aber den Spieß um und schlug Saschid Saschidow klar nach Punkten (10:2 techn. Punkte). Dieser hatte damit keine Chance mehr um die Goldmedaille kämpfen zu können, gewann aber den Kampf um die Bronzemedaille gegen Yoel Romero aus Kuba. Olympiasieger wurde Cael Sanderson, der Moon Eui-Jae besiegte.
Im Jahre 2005 wurde Saschid Saschidow bei der russischen Meisterschaft im Mittelgewicht im Endkampf von Schirwani Muradow geschlagen. Er wurde aber trotzdem bei der Weltmeisterschaft in Budapest eingesetzt, wo er aber aus russischer Sicht enttäuschte, denn er verlor gegen Rewas Mindoraschwili aus Georgien nach Punkten und musste sich im Kampf um die Bronzemedaille auch dem Kasachen Magomed Kurugliew beugen.
Dafür triumphierte er  im Jahre 2006 zum zweiten Mal bei der Weltmeisterschaft in Guangzhou/China. Er gewann dort mit fünf Siegen und schlug im Halbfinale Taras Danko aus der Ukraine und im Endkampf Rewas Mindoraschwili.
Im Jahre 2007 wurde Saschid Saschidow bei der russischen Meisterschaft im Mittelgewicht im Finale von Georgi Ketojew knapp nach Punkten geschlagen, wobei dieses Ergebnis sehr umstritten war und zu Tumulten auf der Matte führte. Im Halbfinale dieser Meisterschaft hatte er Adam Saitijew ebenso knapp, wie er gegen Ketojew verlor, geschlagen. Das gleiche Resultat erbrachte auch das "Iwan-Yarigin"-Turnier 2008 in Krasnojarsk, wo wiederum Georgi Ketojew vor Saschid Saschidow, Adam Saitijew und Soslan Kzojew siegte. Für Saschid Saschidow bedeuteten diese Ergebnisse, dass er zu keinem Einsatz bei den Olympischen Spielen in Peking, bei der Weltmeisterschaft 2007 und den Europameisterschaften 2007 und 2008 kam.
Sein letzter internationaler Erfolg war deshalb der Gewinn des WM-Titels bei der Militär-Weltmeisterschaft 2007 in Hyderabad vor Radosław Horbik aus Polen.

## Internationale Erfolge
| Jahr | Platz  | Wettbewerb                                  | Gewichtsklasse | |
| 1995 | 1.     | Junioren-WM (Cadets)                        | bis 76 kg KG   | vor Taimuraz Lobschanidse, Georgien u. Andrei Denisow, Ukraine |
| 1998 | 1.     | Junioren-WM (Juniors)                       | bis 83 kg KG   | vor Mark Anthony Munoz Kenetry, USA, Massoud Dehestani Klager, Iran u. Taras Danko, Ukraine                                                                                    |
| 2000 | 4.     | Welt-Cup in Fairfax                         | Mittel         | hinter Yoel Romero, Kuba, Leslie Gutches, USA u. Mehdi Saradjilov, Iran |
| 2000 | 1.     | Junioren-EM in Sofia                        | Mittel         | vor Arkadij Zopa, Bulgarien, Maxim Kerschkowski, Ukraine, Mateusz Gucman, Polen u. Serhat Balci, Türkei                                                                        |
| 2000 | 1.     | Junioren-WM in Nantes                       | Mittel         | vor Shahab Ghorbani, Iran, Taras Danko, Zarkoc Kocev, Jugoslawien u. Arkadij Zopa                                                                                              |
| 2001 | 1.     | EM in Budapest                              | Mittel         | mit Siegen über Tamas Kiss, Ungarn, Gavril Tulba, Moldawien, Mahmed Agajew, Armenien, Bejbulat Mussajeu, Belarus u. David Bichinaschwili, Ukraine                              |
| 2002 | 1.     | "Iwan-Yarigin"-Turnier in Krasnojarsk       | Mittel         | vor Chadschimurad Gazalow, Chadschimurad Magomedow, Schamil Gitinow, alle Russland u. Lee Fullhart, USA                                                                        |
| 2002 | 1.     | "Dave-Schultz"-Memorial in Colorado Springs | Mittel         | vor Lee Fullhart, Charles Burton u. Brandon Eggum, alle USA |
| 2002 | 1.     | EM in Baku                                  | Mittel         | mit Siegen über Eldar Assanow, Ukraine, Egidius Vielavicius, Lettland, André Backhaus, Deutschland, Mogamed Ibragimov, Mazedonien u. Bejbulat Mussajeu                         |
| 2003 | 1.     | WM in New York City                         | Mittel         | mit Siegen über Arkadij Zopa, Bujandelgeriin Batbajar, Mongolei, Moon Eui-jae, Südkorea, Yoel Romero, Sergei Borchanka, Ukraine u. Cael Sanderson, USA                         |
| 2004 | 1.     | "Iwan-Yarigin"Turnier in Krasnojarsk        | Mittel         | vor Cael Sanderson, Wadim Lalijew, Russland, Magomed Kurugliew, Kasachstan u. Adam Saitijew, Russland                                                                          |
| 2004 | Bronze | OS in Athen                                 | Mittel         | mit Siegen über Matar Sene, Senegal, Nicolae Ghiță, Rumänien u. Schamil Aliew, Tadschikistan, einer Niederlage gegen Moon Eui-jae, Südkorea u. einem Sieg über Yoel Romero     |
| 2005 | 1.     | "Alexander-Medwed"-Turnier in Minsk         | Mittel         | vor Magomed Kurugliew, Gennadi Lalijew, Kasachstan u. Mucha, Ukraine |
| 2005 | 1.     | "Ali-Aliew"-Turnier in Machatschkala        | Mittel         | vor Yoel Romero u. Wadim Lalijew |
| 2005 | 5.     | WM in Budapest                              | Mittel         | mit Siegen über David Bichinaschwili, Deutschland, Feridon Ghanbaripisar, Iran u. Muhammed Lawal, USA u. Niederlagen gegen Rewas Mindoraschwili, Georgien u. Magomed Kurugliew |
| 2006 | 1.     | WM in Guangzhou/China                       | Mittel         | mit Siegen über Travis Cross, Kanada, Reza Yazdani, Iran, Radosław Horbik, Polen, Taras Danko, Ukraine u. Rewas Mindoraschwili                                                 |
| 2007 | 1.     | CISM-Militär-WM in Hyderabad                | Mittel         | vor Radosław Horbik, Lee Du-Soo, Südkorea u. Abdul Ammajew, Usbekistan |
| 2008 | 2.     | "Iwan-Yarigin"-Turnier in Krasnojarsk       | Mittel         | hinter Georgi Ketojew, vor Adam Saitijew u. Soslan Kzojew, alle Russland |

Anm.: alle Wettbewerbe im freien Stil, OS = Olympische Spiele, WM = Weltmeisterschaft, EM = Europameisterschaft, Mittelgewicht, bis 2001 bis 85 kg, ab 2002 bis 84 kg Körpergewicht